# Chlorella
Chlorella er en slægt af én-cellede grønne alger tilhørende divisionen Chlorophyta. Den er kuglerund i formen, omkring 2-10 μm i diameter og har ingen flagella. Chlorella indeholder de grønne, fotosyntetiske pigmenter klorofyl-a og -b i sit kloroplast. Gennem fotosyntese formerer den sig hurtigt og har blot brug for kuldioxid, vand, sollys og en lille mængde mineraler for at reproducere sig.
Navnet Chlorella er hentet fra det græske χλώρος, chloros, der betyder grøn, og det latinske suffiks ella, der betyder lille. Den tyske biokemiker og cellefysiolog Otto Heinrich Warburg, der fik Nobelprisen i fysiologi eller medicin i 1931 for sin forskning i cellerespiration, studerede også fotosyntesen i Chlorella. I 1961 fik Melvin Calvin fra University of California Nobelprisen i kemi for sin forskning i kuldioxidoptagelse i planter, i hvilken han brugte Chlorella.
Mange mennesker tror på at Chlorella kan være en potentiel kilde til fødevarer og energi, idet dens fotosyntetiske effektivitet teoretisk kan nå 8%, hvilket er sammenligneligt med med andre højeffektive afgrøder som sukkerrør.

## Chlorella som fødevare
Da Chlorella har et højt indhold af protein og andre essentielle næringsstoffer har den potentiale som kilde til fødevarer. Når den tørres består den af omkring 45% protein, 20% fedt, 20% kulhydrat, 5% fibre og 10% mineraler og vitaminer, og er rig på kalorier. Algen kan masseproduceres i store, cirkulære damme.
Da man først begyndte at høste Chlorella blev den foreslået som et billigt proteinsupplement til menneskers kost. Fortalere fokuserer undertiden på algens formodede helbredsfremmende egenskaber, herunder vægtstyring, cancerforebyggelse og styrkelse af immunsystemet. American Cancer Society har dog meldt ud, at "de til rådighed værende videnskabelige studier understøtter ikke effektiviteten i forhold til at forebygge eller behandle cancer eller nogen anden sygdom hos mennesker."
Under visse vækstbetingelser giver Chlorella olier med højt indhold af flerumættede fedtsyrer. Chlorella minutissima har således ydet icosapentaensyre som 39,9% af det totale lipidindhold.